# Marco Fajre
Marco Antonio Fajre Díaz
(Santiago, Provincia de Santiago, Chile, 28 de noviembre de 1963) es un exfutbolista  y entrenador chileno. 

## Trayectoria
Inició su carrera en las divisiones inferiores del Club Deportivo Palestino, debutó profesionalmente en 1981 ante Unión Española.
En 1982 fue enviado a préstamo al club Súper Lo Miranda de Rancagua, donde es considerado la máxima estrella que pasó por ese club.
En 1983 vuelve al Club Deportivo Palestino donde permaneció hasta 1985.
Hasta mediados de 1986 era utilizado como puntero derecho, su llegada a Deportes Temuco aquel año y bajo la dirección técnica de Roque Mercury quien lo ubica como centro delantero, marcó cerca de 60 goles en dos temporadas y media.
En 1989 llega a Universidad de Chile, donde obtiene el título y el ascenso. En 1991, vuelve a Deportes Temuco, logrando el ascenso ese mismo año tras coronarse campeón de Segunda División.
En 1992 fue trasferido al club FC Baden de Suiza donde anotó 8 goles, pero su fuerte temperamento le provocó "peleas" con el entrenador alemán.
Palestino de Manuel Pellegrini lo acogió por tercera vez, posteriormente estuvo en los clubes Santiago Wanderers y Cobresal.
En 1997 finalizó su carrera, en parte por conflictos con el entrenador Roberto Álamos, quien lo mantuvo en la banca de Deportes Temuco y no le dio continuidad.
Tras su retiro y siete años alejado del fútbol, fue entrenador de la filial de los cadetes de Universidad de Chile en la ciudad de Temuco. Además, dirigió al cuadro de Provincial Temuco durante el torneo de Tercera División de 2007.

## Clubes

### Como jugador
| Club                 | País  | Año       |
| -------------------- | ----- | --------- |
| Palestino            | Chile | 1981      |
| Súper Lo Miranda     | Chile | 1982      |
| Palestino            | Chile | 1983-1984 |
| Súper Lo Miranda     | Chile | 1985      |
| Deportes Temuco      | Chile | 1986-1988 |
| Universidad de Chile | Chile | 1989-1990 |
| Deportes Temuco      | Chile | 1991      |
| FC Baden             | Suiza | 1992      |
| Palestino            | Chile | 1992      |
| Audax Italiano       | Chile | 1993      |
| Santiago Wanderers   | Chile | 1993      |
| Cobresal             | Chile | 1994-1995 |
| Deportes Temuco      | Chile | 1997      |

### Como entrenador
| Club              | País  | Año  |
| ----------------- | ----- | ---- |
| Provincial Temuco | Chile | 2007 |

## Palmarés

### Como jugador

#### Títulos nacionales
| Título    | Club                 | País  | Año    |
| --------- | -------------------- | ----- | ------ |
| Primera B | Deportes Temuco      | Chile | 1987-A |
| Primera B | Universidad de Chile | Chile | 1989   |
| Primera B | Deportes Temuco      | Chile | 1991   |